# Zonhoven
Zonhoven (lim. Zoneve, wa. Zonôf) –  miejscowość i gmina (gemeente) w Belgii, w Regionie Flamandzkim, w prowincji Limburgia, w okręgu Hasselt. 1 stycznia 2024 liczyła 21 845 mieszkańców.

## Podział administracyjny
W skład gminy nie wchodzi żadna dzielnica (deelgemeente).

## Historia
Najstarsze ślady człowieka na terenie gminy pochodzą z czasów prehistorycznych; początki osadnictwa sięgają VII wieku. Do początku XX wieku Zonhoven był regionem typowo rolniczym. Po odkryciu węgla kamiennego w Limburgii, Zonhoven przekształcił się w region górniczy. Ponowną metamorfoza nastąpiła w latach siedemdziesiątych po zamknięciu kopalń - w Zonhoven powstały odrębne wspólnoty mieszkaniowe otoczone zielenią.

## Demografia
- Źródła:NIS, :od 1806 do 1981= według spisu; od 1990 liczba ludności w dniu 1 stycznia

1 stycznia 2024 całkowita populacja Zonhoven liczyła 21 845 osób. Łączna powierzchnia gminy wynosi 39,67 km², co daje gęstość zaludnienia 551 mieszkańców na km².

## Współpraca
Miejscowość partnerska:
- Gayndah, Australia